# Lionel Town
Lionel Town – miasto na Jamajce, w regionie Clarendon.